# Scopula subrubellata
Scopula subrubellata är en fjärilsart som beskrevs av Sterneck 1941. Scopula subrubellata ingår i släktet Scopula och familjen mätare. Inga underarter finns listade.